# Ente nazionale assistenza orfani dei lavoratori italiani
L'Ente nazionale assistenza orfani dei lavoratori italiani (ENAOLI) è stato un ente pubblico di assistenza della Repubblica italiana.

## Storia
Nato originariamente nel 1941 come Ente di assistenza orfani lavoratori italiani, fu istituito ufficialmente nel 23 marzo 1948 con lo scopo di provvedere al mantenimento e all'educazione degli orfani, mediante le istituzioni e la gestione dei collegi. Cessò le sue attività il 24 luglio 1977 e il processo di dissoluzione dell'ente si concluse nell'aprile 1979, con il passaggio delle funzioni in parte ai comuni, in parte a INAM e INPS.
Ne fu presidente per più di due decenni Emilio Giaccone per il quale la diocesi di Susa ha avviato una inchiesta diocesana per la beatificazione.
Le iniziative dell’ente benefico consistevano anche nella creazione di borse di studi, sussidi, premi di avviamento al mestiere, cure climatiche e termali ed altre forme di prestazioni igienico-sanitarie.